# Чемпионат Европы по подводному ориентированию 1988
12-й чемпионат Европы по подводному ориентированию проводился в ГДР с 4 по 10 сентября.

## Медалисты

### Мужчины
| Дисциплина           | Золото                                    | Золото | Серебро                                                                        | Серебро | Бронза                 | Бронза |
| -------------------- | ----------------------------------------- | ------ | ------------------------------------------------------------------------------ | ------- | ---------------------- | ------ |
| Ориентиры 5 точек    | Эйнари Тальвисте · СССР                   |        | Андрей Коленов · СССР                                                          |         | Анатолий Сергин · СССР |        |
| Зоны                 | Владимир Кармазин · СССР                  |        | С. Клабунде · ГДР                                                              |         | Анатолий Сергин · СССР |        |
| Звезда               | Анатолий Сергин · СССР                    |        | Андрей Коленов · СССР                                                          |         | С. Клабунде · ГДР      |        |
| Карта                | Андрей Коленов · Владимир Кармазин · СССР |        | · ГДР                                                                          |         | · Венгрия              |        |
| Групповое упражнение | · ГДР                                     |        | Анатолий Сергин · Владимир Кармазин · Андрей Коленов · Эйнари Тальвисте · СССР |         | · Польша               |        |

### Женщины
| Дисциплина           | Золото                               | Золото | Серебро       | Серебро | Бронза             | Бронза |
| -------------------- | ------------------------------------ | ------ | ------------- | ------- | ------------------ | ------ |
| Ориентиры 5 точек    | Светлана Подорога · СССР             |        | У. Энке · ГДР |         | Д. Коленова · СССР |        |
| Зоны                 | У. Энке · ГДР                        |        | М. Очик · ГДР |         | М. Бугрова · СССР  |        |
| Звезда               | Светлана Подорога · СССР             |        | М. Очик · ГДР |         | У. Энке · ГДР      |        |
| Карта                | Т. Крутов · Светлана Подорога · СССР |        | · ГДР         |         | · Венгрия          |        |
| Групповое упражнение | · ГДР                                |        | · Венгрия     |         | · Чехословакия     |        |